# Glenn Metcalfe
Pour les articles homonymes, voir Metcalfe.
Pas d'image ? Cliquez ici

a Compétitions nationales et continentales officielles uniquement.

b Matchs officiels uniquement.
Dernière mise à jour le 22 mars 2023.
Glenn Hayden Metcalfe (né le 15 avril 1970 à Auckland en Nouvelle-Zélande) est un joueur de rugby à XV qui a joué avec l'équipe d'Écosse de 1998 à 2003, évoluant au poste d'arrière (1,80 m et 94 kg).

## Carrière
Il a connu sa première cape internationale à l’occasion d’un test-match le 13 juin 1998 contre l'équipe d'Australie. Il a disputé son dernier test-match le 1er novembre 2003 contre l'équipe des Fidji.
Il a participé au Tournoi des Cinq Nations de 1999 à 2003. Il a remporté le Tournoi des Cinq Nations en 1999.
Metcalfe a participé à la Coupe du monde 1999 (4 matchs joués, battu en quarts de finale) et à celle de 2003 (4 matchs joués, battu en quarts de finale).
En novembre 2004, il est sélectionné avec les Barbarians français pour jouer contre l'Australie au stade Jean-Bouin à Paris. Les Baa-Baas s'inclinent 15 à 45.
Par ailleurs, il a joué avec les Glasgow Warriors et le Castres olympique.

## Palmarès
- 40 sélections
- Sélections par années : 2 en 1998, 11 en 1999, 5 en 2000, 2 en 2001, 7 en 2002 et 13 en 2003
- Tournois des Cinq Nations disputés: 1999, 2000, 2001, 2002 et 2003.
- Vainqueur du Tournoi en 1999
- Participation aux Coupes du monde de 1999 et 2003